# Robbie van Leeuwen
Robbie van Leeuwen (nacido el 29 de octubre de 1944, La Haya) es un músico neerlandés quien realizó su trayectoria artística como guitarrista, sitarista, vocalista y principal compositor de las bandas neerlandesas, Shocking Blue y Galaxy-Lin. 
Sus composiciones más conocidas fueron con la banda Shocking Blue, como "Venus", que alcanzó el número 1 en Estados Unidos y Reino Unido, "Love Buzz", que fue versionado por Nirvana y lanzado como su primer sencillo, "Demon Lover" y "Never Marry a Railroad Man".

## Biografía
Originalmente, el guitarrista tenía una banda influenciada por los Rolling Stones y The Pretty Things; decidió integrarse en Shocking Blue, un equivalente holandés de Jefferson Airplane que combinaba un estilo de rock-duro con la vocalista Mariska Veres.
En 1973, Robbie Leeuwen deja la banda temporalmente, y su lugar es ocupado por Martin van Wijk. En 1974, el grupo se desintegró y Mariska Veres decidió comenzar una carrera en solitario. A mediados de la década de 1970 Robby reunió un grupo experimental, «Galaxy Lin», un sonido con elementos de folk y jazz. A finales de 1970 puso en marcha el proyecto «Mistral» para crear nuevas canciones. El resultado de ello fueron tres sencillos y tres cantantes: Sylvia Van Asten, Mariska Veres y Marian Shattelyayn.
En 1979, Robbie quiso revivir Shocking Blue, incluso escribió una canción, «Louise». Sin embargo, la canción no fue publicada y la reunión no tuvo lugar. Después del colapso del proyecto Mistral en los años 80, Robbie van Leeuwen se trasladó de La Haya a Luxemburgo, donde vivió tranquilamente lejos del mundo del espectáculo para volver a los Países Bajos en 1996.

## Sencillos

### The Motions
- It's gone (1965)
- Wasted words (1965)
- Everything (That's mine) / There's no place to hide (1966)
- Why don't you take it/ My love is growing (1966)
- Every step I take (1966)

### Tee Set
- Early in the morning (1966)
- Believe what I say (1966)

### Shocking Blue
- Lucy's back in town (1968)
- Send me a postcard (1968)
- Long and lonesome road	(1969)
- Venus (1969)
- Mighty Joe (1969)
- Never marry a railroad man (1970)
- Hello Darkness	(1970)
- Shocking you (1971)
- Blossom Lady (1971)
- Out of sight out of mind (1971)
- Inkpot	(1972)
- Rock in the sea (1972)
- Eve and the apple (1972)
- Oh Lord (1973)
- Long hot summer (1974)
- Jamie (1977)
- Starship 109 (1978)
- Neon city (1978)